# Дафнис
Дафнис или Дафнид (грч. Daphnis) (лат. Daphnis) син бога Хермеса и једне нимфе, први певач пастирских песама.

## Митологија
Дафнис је, као оснивач нове уметничке врсте, постао јунак многобројних прича које славе пастирски идиличан живот. Живео је на Сицилији, а његов живот је био сушта супротност људима који траже славу у ратовима и богаћењу.
Дафнис је, неславно и нејуначки и умро, као што је и живео. Заљубио се у једну од нимфи и, заслепљен њеном лепотом није пред собом видео провалију у коју је пао и изгубио живот.
Бог Пан је научио Дафниса да свира фрулу. Док га је учио свирању, Пан се заљубио у Дафниса.

## О Дафнису
Поред Дафниса, који је први певач буколика - пастирских песама из античког доба, постоји и Дафнис, пастир из Вергилијевих „Буколика“, и јунак Дафнис из Лонговог дела „Дафнис и Хлоја“ - 2. век.
Лонгов роман, потпуно заборављен стотинама година, је у 18. веку изашао из заборава, и у доба рококоа постао веома помодан роман и инспирација уметницима за многобројна нова дела.
- Дафнис и Хлоја - Морис Равел, кореографска симфонија
- Дафнис и Хлоја - Жак Офенбах, оперета

За Лонгов роман, Гете је рекао:
- „... последњи цвет старе грчке књижевности... ... раван оном најбољем што је икада било написано...“